# سیرس (مینه‌سوتا)
سیرس، مینه‌سوتا (به انگلیسی: Cyrus, Minnesota) یک شهر در ایالات متحده آمریکا است که در مینه‌سوتا واقع شده‌است.

## خصوصیات
سیرس ۰٫۷۳ کیلومترمربع مساحت و ۲۸۸ نفر جمعیت دارد و ۳۵۲ متر بالاتر از سطح دریا واقع شده‌است.